# شوهی میتسوهاشی
شوهی میتسوهاشی (انگلیسی: Shuhei Mitsuhashi؛ زادهٔ ۱۸ ژوئیهٔ ۱۹۹۴) بازیکن فوتبال اهل ژاپن است.